# Орден
О́рден — в настоящее время в большинстве государств и стран знак отличия, почётная награда за особые заслуги.
Традиционно (в настоящее время в некоторых монархиях) под этим словом понимали кавалерский (рыцарский) орден — почётную привилегированную корпорацию, членство в которой жаловалось монархом как государственная награда. Кавалеры ордена носили знаки отличия для обозначения принадлежности к определённому рангу ордена.
Соотносить ордена с древнеримскими наградами — фалерами (откуда получила название наука, изучающая наградные знаки — фалеристика) ошибочно, так как фалеры представляли собой медальон, вручались за выдающиеся военные заслуги военнослужащим и частям и их получение не влекло за собой вступления в какую-либо почётную привилегированную организацию.

## История орденов

### История появления и этимология названий

Крест ордена Святого Лазаря (1187—1244)

Слово «орден» происходит от нем. Orden или лат. ordo — «ряд, порядок».
Современные ордена исторически берут своё начало в средневековых духовно-рыцарских орденах. Первые такие ордена появились, начиная с конца раннего Средневековья, в период первых крестовых походов. Они объединяли рыцарей-монахов, и первоначально понятие «орден» означало группу лиц, связанных общим обетом и общей целью.
В позднее Средневековье появились ордена, уже не представлявшие собой самостоятельной военной силы, а служившие знаком признания заслуг и приближённости к монарху. В Средневековье орденом не награждали — в него принимали или посвящали. Нередко орден имел ограничение на количество членов, что повышало его престиж.
К моменту начала эпохи Возрождения большинство европейских монархов либо уже внедрило в государственную систему рыцарский орден, либо организовало новые ордена для награждения верных подданных и особенно военных офицеров. Некоторые из высочайших современных наград Европы, такие как датский Орден Слона, были созданы в ту эпоху.
Поскольку ордена имели рыцарское происхождение, то членом ордена мог стать только дворянин. В Европе до XIX века сохранялся запрет на награждение орденами простолюдинов. В 1802 году Наполеон I создал орден Почётного легиона; им стали награждать вне зависимости от социального статуса лица, за храбрость в сражении или за 20 лет выдающейся службы. Этот орден до сих пор является высшей наградой Франции и послужил моделью для многих других орденов Запада, таких как орден Леопольда (Бельгия, 1832) и орден Британской империи (Великобритания, 1917).
Так как старые системы орденов неизменно связаны с недемократичной элитарностью, то в странах, избравших немонархический путь развития, таких как США или СССР, появился новый тип орденов с особыми дизайном и системой награждения.

### Происхождение и суть орденских знаков
Многие современные европейские ордена являются прямыми продолжателями средневековых — как правило, рыцарских — монархических орденов. Эта правопреемственность помогает понять истоки и значение системы ордена как награды.
Современная система делит ордена на степени, опираясь на происхождение ордена как духовно-рыцарской организации. Рыцарские ордена имели строгую иерархию, в которой рыцарь мог занимать одну из трёх ступеней (в порядке возрастания):
- рыцарь,
- командор,
- магистр (глава ордена).

Названия могли меняться от ордена к ордену, но структура в целом сохранялась. Реже ордена имели 4 ступени иерархии (например, добавлялся низший ранг «донатора»: это был не действительный член ордена, но человек, который оказал ордену некую услугу).
В соответствии с этим различались и носимые знаки ордена. Знаки, которые мы сегодня называем орденами, первоначально были лишь символами принадлежности к ордену и служили отличием членов ордена по занимаемой ступени в иерархии. Знаком ордена зачастую становится вариация креста как символа христианской религии.

## Разновидности орденов
Основное различие орденов заключается в истории происхождения, в их назначении и способах мотивации граждан. Дизайн ордена также напрямую зависит от вышеуказанных императивов. Все элементы ордена могут отличаться от степени к степени, от ордена к ордену по размерам и дизайну. Единственное общим для всех орденов является то, что он предоставляет своему обладателю определённые привилегии и уважение сограждан.

### Ордена европейского образца
Как правило, используют следующие элементы: знак ордена, звезда, лента и орденские одежды. Инсигнии могут быть дополнены медалью ордена. На многих военных наградах к инсигниям добавляют скрещённые мечи. Орден имеет свой устав и девиз и представляет собой организацию, базирующуюся на рыцарских принципах. Глава ордена, как правило, высшее должностное лицо государства. В ордене установлены официальные церемонии и праздник дня ордена. Орден европейского образца не награда, а признание заслуг, выраженное в близости к главе государства. Существует двух видов:
- классические ордена, следуют традициям рыцарских орденов и имеют социальные цензы для вступления (принадлежность к рыцарскому сословию). Степени ордена и иные его атрибуты аналогичны принятым в рыцарских орденах. Принадлежность к ордену определяет степень приближённости к главе государства.

В чистом виде практически не сохранились. Современные монархические ордена формально относятся к классическому виду, но большинство из них обходят ценз путём предварительного посвящения награждённого в рыцари.
- неоклассические ордена (наполеоновского типа), вручаются без социальных ограничений, церемониал классических орденов, как правило, сохраняется. Обычно в подобных орденах пять классов.

Первым неоклассическим орденом стал Орден Почётного легиона.
Ордена европейского образца характерны для стран с многовековой историей королевской власти и рыцарства (или аналогичных ему сословий), либо заимствовавшие подобные традиции. Этот тип ордена широко распространён в странах Западной и частично Восточной Европы (преимущественно не входивших в Восточный блок), странах Британского содружества, бывших и существующих азиатских королевствах.

### Ордена нового образца
Единственным элементом, присущим всем орденам этого типа, является знак ордена, который может быть дополнен лентой, значками и другими инсигниями. Ордена этого типа не имеют иерархии и глав ордена. Понятие «орден» здесь используется для того, чтобы отделить высшие награды государства от медалей. В качестве основных элементов дизайна используют государственную символику. Основная задача этого типа орденов — поощрение путём предоставления социальных льгот и благ. Существуют двух видов:
- демократические ордена, как правило, используют следующие элементы: орден, лента, фрачный знак ордена, значок на лацкан и колодка. В официальном названии слово «орден» может не упоминаться вовсе или заменяться словом «медаль», но иметь иную, чем круг, форму.
- социалистические ордена, как правило, используют следующие элементы: орден, колодка и орденская книжка. Слово «орден» непременно присутствует в названии награды.

Ордена нового образца характерны для стран, имеющих долгую демократическую историю, или стран, появившихся вследствие революций и войн за независимость. Этот тип орденов отличается демократичностью в награждении и избавлен от элитарности европейских орденов. Но, несмотря на различия, многие составляющие системы нового образца имеют те же истоки, что и в европейской системе. Широко распространены в странах СНГ и в США. Фрачные знаки ордена нетипична для социалистического типа орденов, поэтому встречается крайне редко, ибо военнослужащие носили планки, а гражданские если и надевали награды, то только по особому случаю. Фрачные варианты социалистических орденов встречаются в орденах СФРЮ и РНР (СРР).

## Система награждения
Выдвижения на награждение орденом или на посвящение в члены ордена делаются либо частными гражданами, либо правительственными должностными лицами, в зависимости от ордена и страны вручения.

### Система награждения европейского образца
В европейской системе количество степеней колеблется от трёх (в классическом ордене) до 7—8 (например, в азиатских орденах). Это обстоятельство обусловлено, прежде всего, исторической традицией. Каждой степени присваивается соответствующие звание. Нижестоящая степень подчиняется вышестоящей. В ордене существует ряд должностей, таких как, например привратник, которые составляют управление ордена.
Поскольку награждённый становится членом ордена, то награждение одним и тем же орденом дважды невозможно (как невозможно принять кого-либо дважды в один и тот же клуб). Также не принято одновременно носить ордена разных степеней, поскольку один и тот же человек не может занимать сразу две ступени в иерархии ордена. Все ордена, как правило, выстроены в последовательность от менее значимых к более значимым орденам. Может так же вручаться медаль ордена, но её получение не влечёт за собой вступление в орден.
У каждого классического ордена существует свой обряд посвящения. У неоклассических орденов церемония сводится к простой формальности.

### Система награждения нового образца
Ордена нового образца могут иметь несколько степеней без названия или только одну. В этой системе степени отличают большие заслуги от меньших, либо каждая последующая степень вручается за повторное деяние.
Основным отличием в награждении орденами нового образца является то, что ими можно награждать более одного раза. Также человек может быть награждён разными степенями ордена, причём не обязательно последовательно, но и перескакивая через степень.
С вручением ордена также вручается и наградная грамота. У социалистического ордена грамота заменена орденской книжкой. При награждении в неё записывается номер ордена и его название. Книжка может содержать записи о нескольких орденах.

### Привилегии
Часто награждение орденом не только указывает на признание заслуг, но и даёт определённые привилегии награждённому. Это может быть право присоединения символа ордена к гербу награждённого (напр. Орден подвязки — подвязка вокруг щита) или денежных выплат (напр. Орден Ленина — 25 рублей ежемесячно) или иные привилегии. В СССР право получения льгот удостоверялось орденской книжкой.

### Отзыв и отказ от орденов
После награждения орден может быть изъят в случае смерти награждённого, совершения им уголовного преступления, или лишения его гражданства.
Также имеет место множество случаев, когда, например, граждане сами отказываются от получения орденов и других наград по разным причинам, чаще всего в знак протеста против политики наградившей их действующей власти;
см. Список отказавшихся от наград РФ

## Правило ношения ордена
Ношение ордена строго регламентируется его статутом. Так как орден, как правило, содержит несколько атрибутов, то статут регламентирует в каких случаях надлежит надевать те или иные атрибуты, где и как их располагать (при этом место, где располагается данный атрибут ордена, может напрямую зависеть от степени присуждённой награды).

### Правило ношения орденов европейской системы

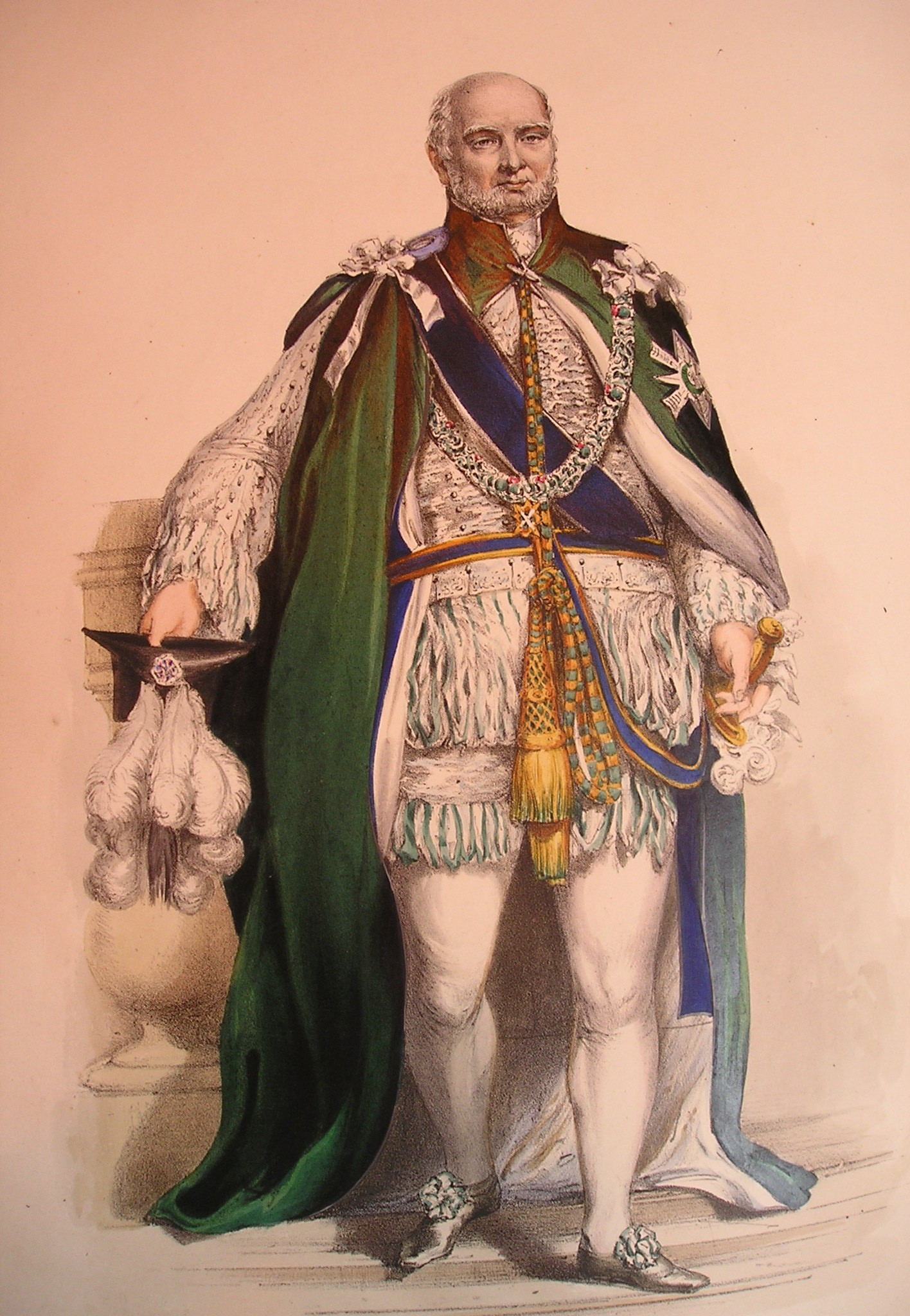
Август Фредерик, герцог Сассекский, в орденском одеянии рыцаря ордена Чертополоха

В европейской системе не принято ношение двух орденов сразу или одновременное ношение одного ордена разных степеней.
Чем выше положение, занимаемое в ордене, тем больше атрибутов ордена полагается его владельцу. Так самым «младшим» элементом можно считать знак ордена — он присутствует в облачении большинства членов ордена. Затем идёт звезда ордена — она полагается только старшим званиям в ордене. Особняком стоит лента ордена — она присутствует лишь в облачении старшего звания ордена либо в церемониальном облачении.
Как правило, «старший» атрибут ордена располагается слева на груди. Другим вариантом может быть место на шейной ленте. Лента может идти как через правое плечо (напр. Орден Святого Владимира) так и через левое плечо (напр. Орден Святой Анны). Звезда, носимая вместе с лентой, располагается на противоположной от ленты стороне.
Любопытный вариант ношения «младшего» атрибута ордена св. Анны был принят в России — знак крепился к эфесу шпаги (или иного холодного оружия).
У орденов неоклассического типа также принято носить значок (обычно выгравированный) на ленте вокруг шеи (для старшей степени) или на левой стороне груди (для нижних степеней). Дамы носят ленту на левой стороне груди. Два высших класса также носят звезду на груди. В особых случаях старшие классы могут носить значок на воротнике, который выглядит как красочная цепочка вокруг шеи.
В статуте ордена европейского образца также может содержаться указание на специальную форму одежды, используемую для участия в церемониях ордена.

### Правило ношения орденов новой системы
Главной особенностью новой системы является одновременное ношение всех полученных орденов (и всех степеней одного ордена).
Статут ордена, как правило, указывает место, где следует носить тот или иной орден, последовательность расположения разных орденов (и разных степеней одного ордена). Место ордена может определяться и его оформлением. Также могут устанавливаться определённые расстояния между наградами, отступы от заданных точек и углы.
Лента в орденах социалистического вида сохранилась лишь в рудиментарном виде и используется исключительно для обмотки колодки. Поэтому ордена этого вида располагаются исключительно на груди.
У демократических орденов лента используется как для колодок, так и для удержания ордена на шее. Наиболее распространённое расположение орденов этого типа — на груди, но встречаются варианты расположения и на шейной ленте.
Правила ношения орденов могут устанавливаться не только внутренними положениями ордена, но и воинским уставом или иными документами.

## Ордена в коммунистических странах

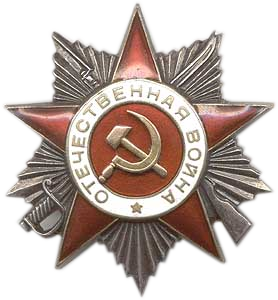
Орден Отечественной войны II степени

В коммунистических странах сразу было решено отказаться от старых орденских традиций. Это касалось не только кардинального изменения дизайна орденов, но и принципов награждения. Так, первым же орденом Советской России (орден Боевого Красного Знамени) можно было награждать многократно. При награждении несколькими степенями ордена, одновременно носились знаки всех степеней.
Первоначально советские ордена не имели ленты и колодки, а крепились на винте. В отдельных случаях (например, орден Отечественной войны первых образцов), они крепились на прямоугольной планке, обтянутой красной тканью. До 1939 года с орденом вручалась грамота о награждении, затем её заменили орденской книжкой для удобства ношения и предъявления при получении льгот. Поначалу орденская книжка выдавалась на каждый орден, но позже их заменили книжками на несколько орденов. В ходе Второй мировой войны одновременно резко увеличилось количество орденов СССР и число награждений, вследствие чего было введено ношение планок с муаровыми лентами вместо орденов. Указом от 19 июня 1943 года, был установлен порядок ношения орденов, имевших форму звезды, на штифтах на правой стороне груди, а орденов, имевших овальную или круглую форму — на левой стороне груди на пятиугольных колодках, обтянутых лентой ордена.
По аналогии с советскими орденами трансформировались и орденские системы других стран социалистического блока. Пример социалистического ордена — одно-степенной орден Ленина (СССР, 1930).

## Современные ордена
Сейчас почти все страны имеют ордена или награды. Большинство европейских орденов — потомки старых рыцарских орденов или орденов наполеоновского типа, учреждённых до XIX века. Ордена европейского типа широко используются в наградных системах стран Британского Содружества: в Канаде есть Орден Канады; в Австралии — Орден Австралии.
Под влиянием контактов с европейцами на востоке в XIX веке также были учреждены ордена; таиландскому Ордену белого слона и японскому Ордену Восходящего солнца уже более ста лет. К ордену в определённой степени можно отнести и древнее церемониальное украшение Салве Бирманское, но здесь движение награждённого по иерархии крайне ограничено.
В наградной системе США ордена европейского типа почти не используются. Основными наградами в США являются медали (в вооружённых силах также используют кресты). Высшие награды страны — это обычно медали в виде различных стилизаций и вариаций на тему звезды и орла. Высшие награды США: Президентская медаль свободы и Золотая медаль Конгресса США, исходя из системы награждения, в определённой степени можно отнести к ордену нового образца. Одним из немногих орденов европейского типа в США является Орден «Легион Почёта».
Современные ордена, за исключением орденов ряда монархий, вручаются без ограничения по полу и социальному происхождению, однако могут ограничивать претендентов по возрасту.
Кроме государственных орденов в настоящее время существуют ведомственные, корпоративные и общественные ордена, вручаемые, соответственно, министерствами и ведомствами, компаниями или общественными организациями; церковные ордена, вручаемые религиозными организациями, например, Русской Православной Церковью.

Древние ордена, продолжающие действовать
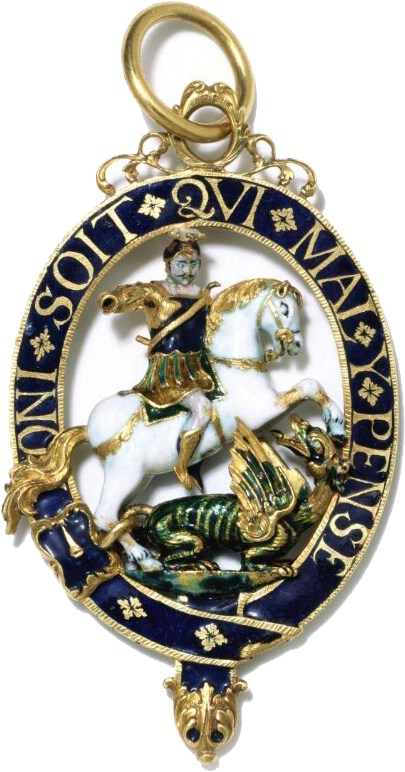
Орден подвязки, 23 апреля 1348 года
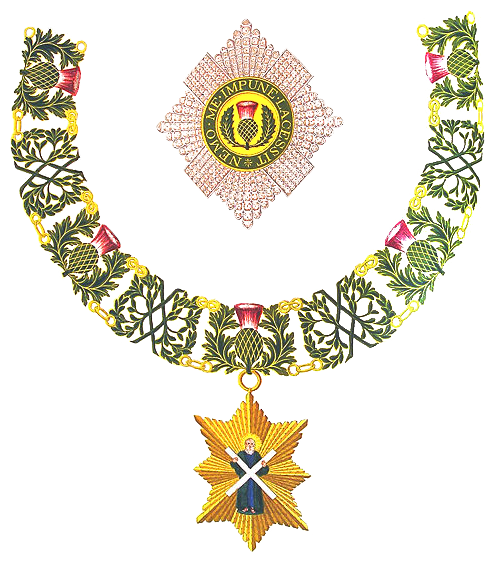
Орден Чертополоха, 29 мая 1687 года
Орден Серафимов, 23 февраля 1748 года
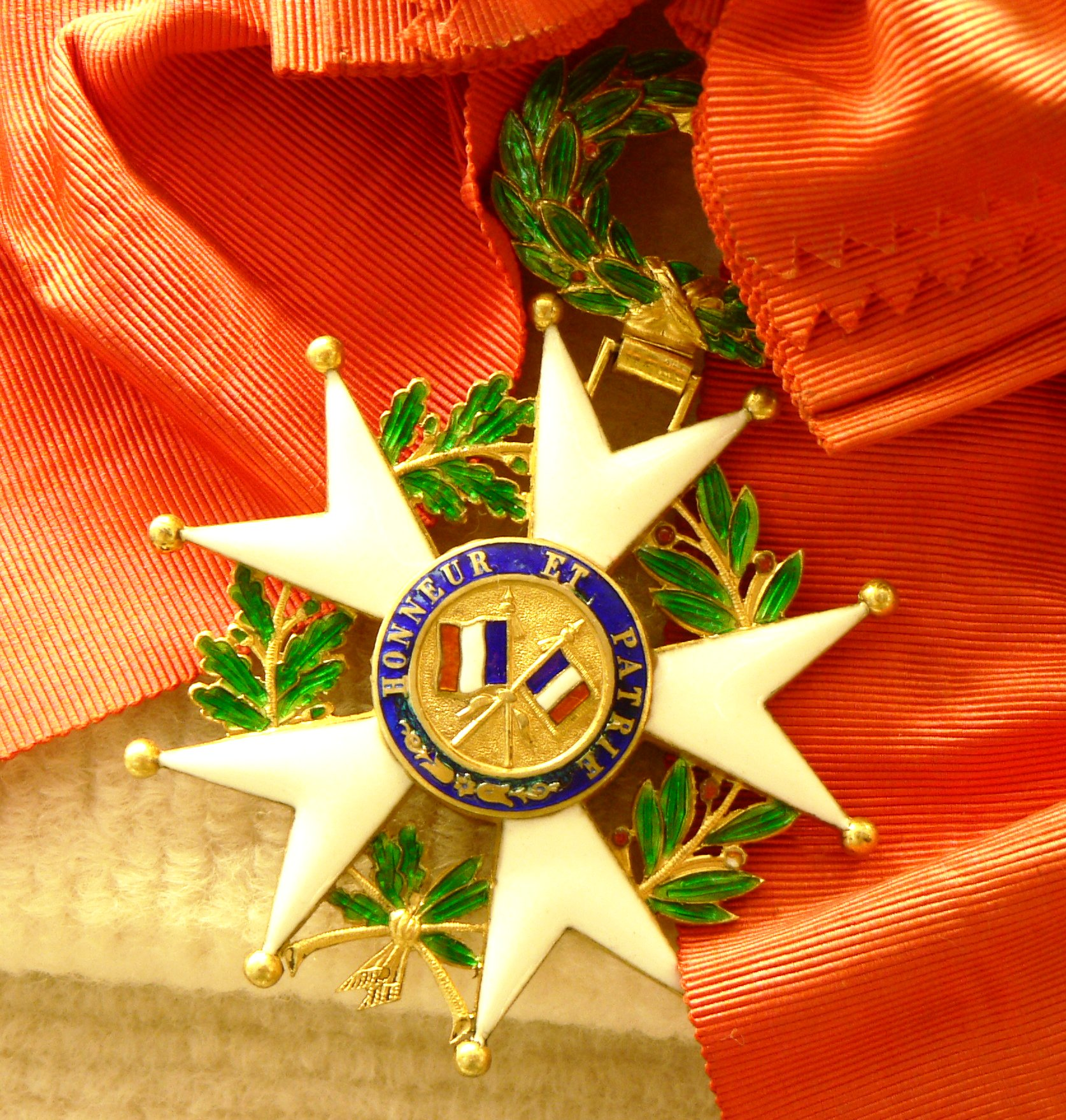
Орден Почётного легиона, 19 мая 1802 года

Советские ордена XX века
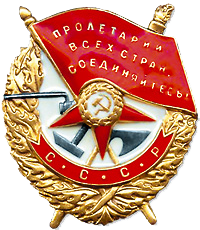
Орден Красного Знамени, 1 августа 1924 года
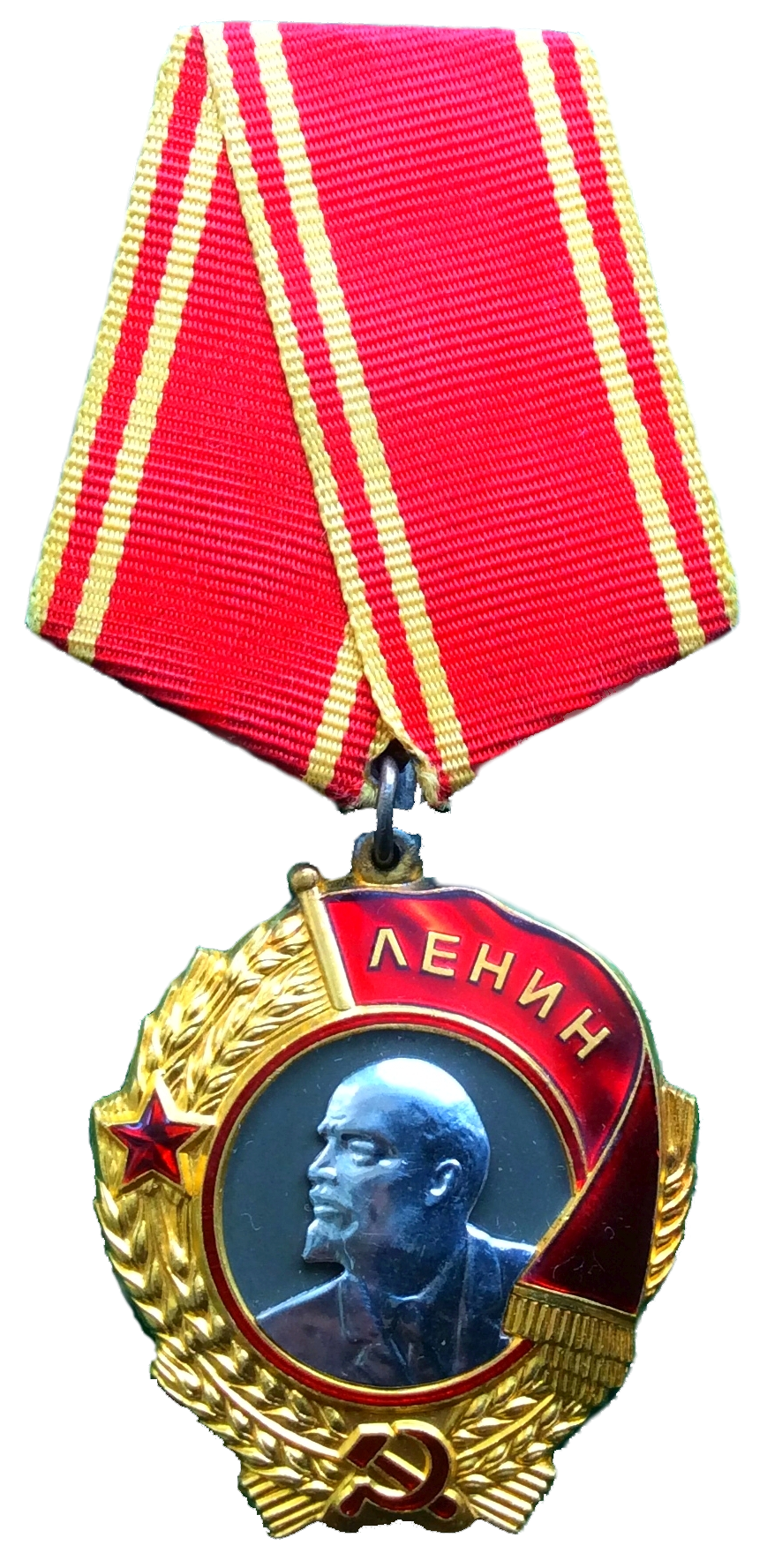
Орден Ленина, 6 апреля 1930 года
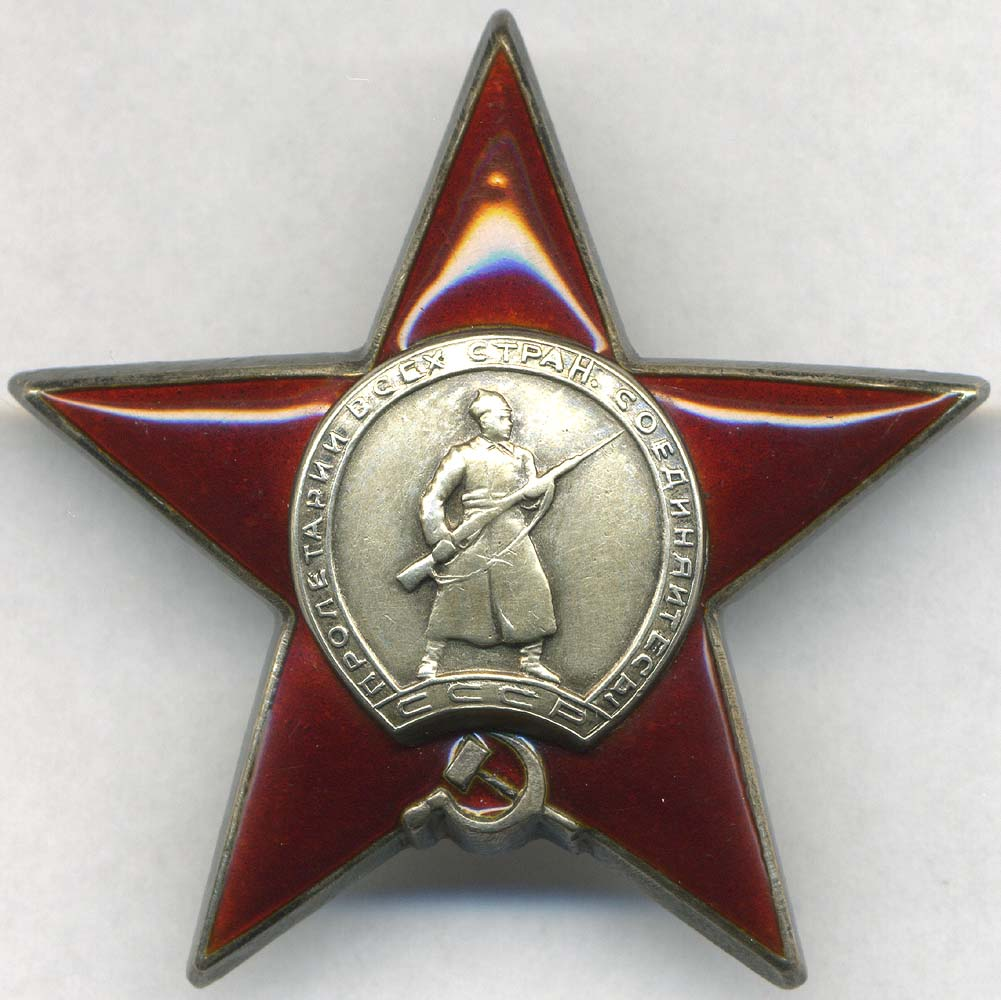
Орден Красной Звезды, 6 апреля 1930 года
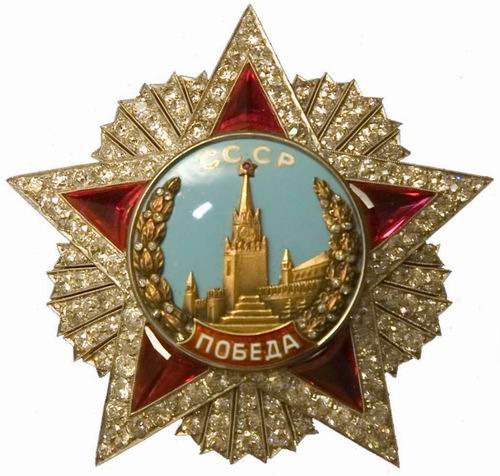
Орден «Победа», 8 ноября 1943 года

Современные ордена
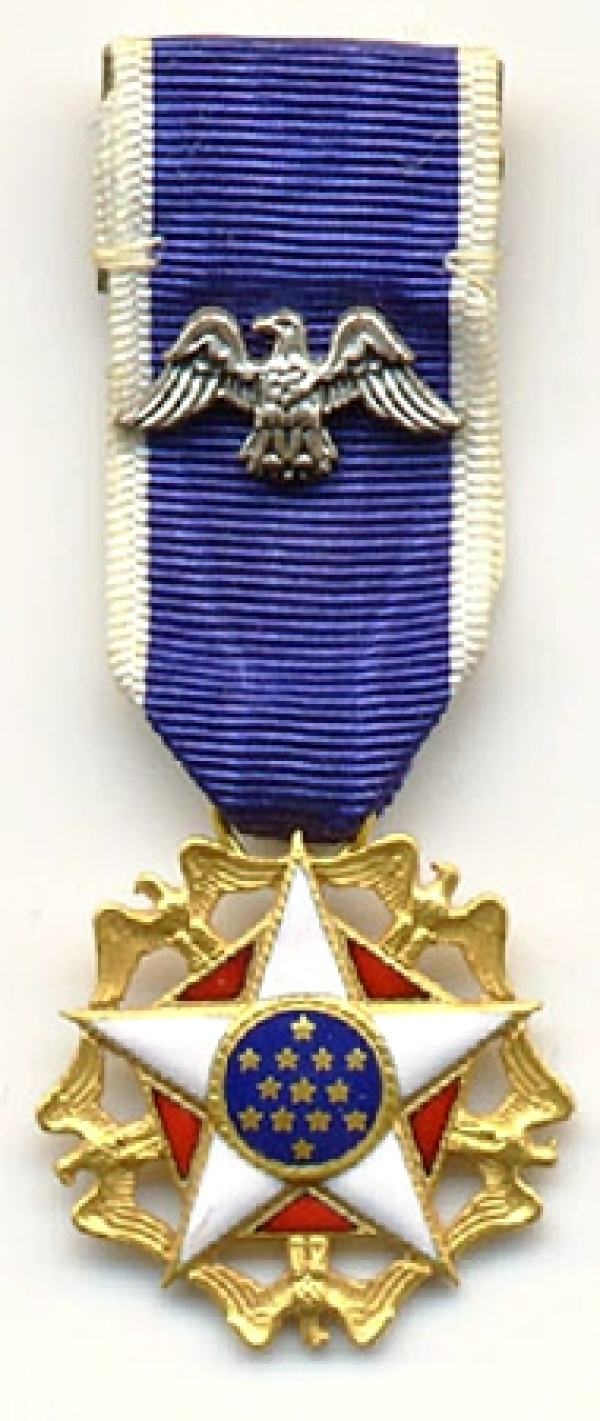
Президентская медаль свободы, 1945 года
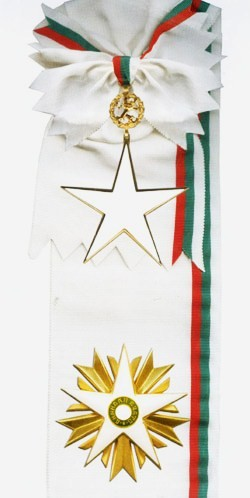
Орден «Стара планина», 4 августа 1966 года
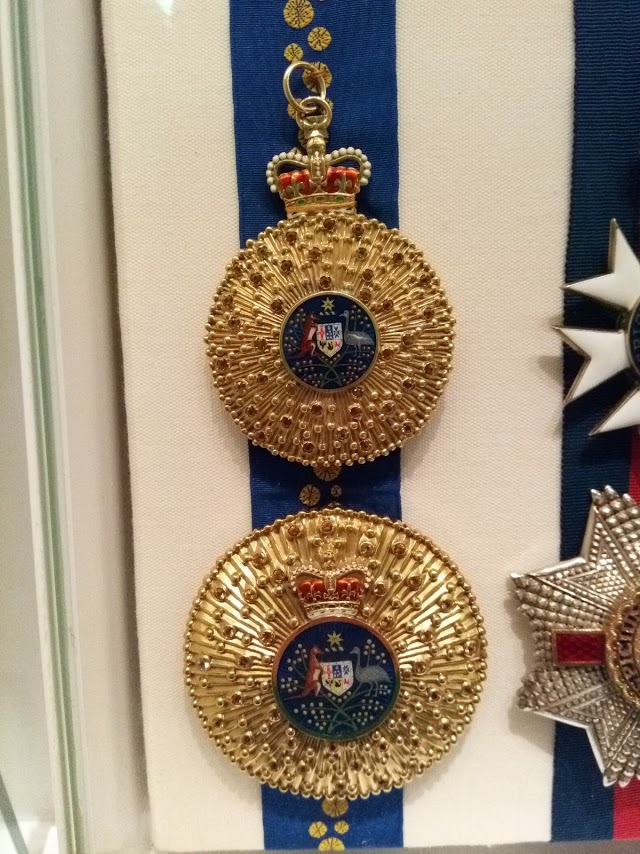
Орден Австралии, 14 февраля 1975 года